# 代謝疾病
代謝疾病(代謝病)是一種影響人類（或動物）細胞生產能量的障礙，又稱為新陳代謝失調症。大部份代謝疾病都是遺傳性疾病，而有部份是從飲食、毒素、感染等而有。遺傳性的代謝疾病一般稱為先天性代謝缺陷。一般來說，遺傳性的代謝疾病都是先天性缺少或不正常構成在細胞代謝過程中重要的酶。

## 分類
代謝作用三個最大的類別為：
- 肝醣儲積症——影響糖類代謝的障礙。
- 脂肪酸氧化作用缺陷——影響脂肪代謝的障礙。
- 線粒體疾病——影響細胞內中央發電廠線粒體的障礙。

另有第四類的離子通道病亦可以分類為代謝疾病，但一般很少作出這樣的分類。這種障礙影響細胞的離子通道及細胞器膜，形成離子不正常或低效能地進出細胞膜。有某些離子通道疾會造成週期性麻痺或惡性高熱症。
當然亦有其他不同種類的代謝疾病，如肌腺苷酸脫胺酶缺乏症，而不明顯地能分在以上的類別。

## 現行的代謝病篩檢方法
現行普遍測試方法有兩種，分別可以透過嬰兒的血液或尿液樣本進行篩檢，兩種的測試方法分別在於樣本抽取方式和可檢測的疾病數量。 根據樣本特性和現時科技，大約50種代謝病可以從血液中被檢測到，而超過100種代謝病可以從尿液中檢測到。

## 篩檢方法比較

### 樣本收集方法
血液樣本收集採用入侵性方法。會對嬰兒造成一定程度痛楚。
尿液樣本採集是一種非侵入性的方法，不會對寶寶造成任何傷害或不適。同時可以減低造成感染的機會。

### 準確性
人體尿液中含有大量的水溶性有機化合物，這些物質是細胞新陳代謝的副產物或終產物。人體尿液內含有超過3000種可檢測代謝物。因為許多代謝性疾病是與氨基酸分解失調有關，所以會導致尿液中的某些代謝物含量不正常，從而令代謝病能更準確地在尿液檢測到。因為腎臟會把血液中其他有毒物質排出，所以這些代謝物在血液中的含量較低。 
美國基因醫學院（American College of Medical Genetics）建議：如果新生嬰兒經血液檢測證實對氨基酸症及有機血症呈陽性反應，就應該利用尿液樣本分析作為進一步確認步驟。